# Abarth 3000 SP
Der Abarth 3000 Sport Prototipo war ein Sportwagen-Prototyp von Abarth & C. in Turin. Es war der erste Abarth mit einem Motor von mehr als 2 Liter Hubraum, nachdem ein bereits fertiger 6-Liter-Zwölfzylinder von 1967 durch Änderung des Reglements noch vor einem möglichen Einsatz nutzlos geworden war. Der Hubraum für Sportwagen-Prototypen war auf 3 Liter und für Sportwagen auf 5 Liter begrenzt.

## Geschichte und Technik
Erstes nach dem neuen Reglement gebaute Modell von Abarth war 1968 der Typ SE 013, ein Spider bzw. offener Zweisitzer. Die Grundlage für den Motor bildete ein 1966 vorgestellter 2-Liter-V8, dessen Zylinder auf 3 Liter Hubraum aufgebohrt worden waren. Dieser Achtzylinder mit zwei Ventilen pro Zylinder und vier Weber-Doppelvergasern leistete 350 PS (257 kW) bei 8200 Umdrehungen pro Minute. Der Motor ist hinter dem Fahrer in Fahrzeugmitte vor einem Fünfganggetriebe eingebaut. Der Schalthebel rechts vom Fahrer wird in einer Kulisse geführt.

### Erste Rennen 1968
Dieser Wagen wurde für das 24-Stunden-Rennen von Le Mans 1968 gemeldet, aber zurückgezogen, nachdem das Rennen wegen möglicher Streiks durch Studentenunruhen vom ursprünglichen Termin im Juni in den Spätherbst verlegt worden war. Grund waren möglicherweise technische Schwierigkeiten, die sich wahrscheinlich in der Zwischenzeit herausgestellt hatten, oder die Sorge, die Motorleistung reiche nicht aus, obwohl sie der des Porsche 908 zumindest laut Werksangabe entsprach. Die ersten Einsätze des Abarth 3000 SP waren im Oktober 1968 bei den Flugplatzrennen „Preis von Wien“ in Aspern und „Preis von Tirol“ in Innsbruck. Peter Schetty gewann beide Rennen mit zahlenmäßig wenig ernsthafter Konkurrenz vor Arturo Merzario, ebenfalls auf Abarth.

### Saison 1969 mit überarbeiteten Karosserien
Erst in der zweiten Saisonhälfte 1969 waren wieder bei Rennen am Start, allerdings nicht bei Meisterschaftsläufen. Beim 500-km-Rennen von Imola setzte Abarth zwei 3000 mit unterschiedlichen Karosserien mit den Bezeichnungen SE 015 und SE 016 ein. Im Training waren beide Wagen schnell und nur dem Mirage von Jackie Ickx unterlegen, aber Johannes Ortner konnte nach einem Defekt nicht zu Rennen antreten und Merzario schied nach 16 Runden aus. Im Oktober 1969 belegten Merzario und Ortner beim „Preis von Tirol“ die Plätze zwei und drei im Gesamtklassement, und Merzario gewann die Klasse der Rennsportwagen über zwei Liter Hubraum. Das schwach besetzte „Internationale AvD-Rundstreckenrennen“ in Zolder gewann Toine Hezemans auf Abarth 3000 SP, Ortner wurde Dritter.

### Misserfolg bei der Targa Florio 1970
Im Mai 1970 trat Abarth mit den 3-Liter-Wagen erstmals zu einem Lauf der Markenweltmeisterschaft an, der Targa Florio. Mario Casoni verunglückte jedoch schon im Training, sodass nur ein Wagen das Rennen aufnahm, und die Mannschaft Merzario/Ortner schied bereits nach zwei Runden mit Getriebeschaden aus.

### Gewinn der Europa-Bergmeisterschaft 1971
Für 1971 wurde der Abarth 3000 weiterentwickelt. Der Rohrrahmen wurde schmäler, die Karosserie glatter. Die meisten Änderungen betrafen den Motor. Er erhielt zwei Nockenwellen je Zylinderbank, Lucas-Benzineinspritzung statt der Vergaser und das elektronische Zündsystem „Dinoplex“. Dadurch stieg die Leistung auf 365 PS (268 kW) bei 8400 Umdrehungen pro Minute. Damit lag Abarth jedoch in der Motorleistung unter den meisten Konkurrenzfahrzeugen.
Zwei Karosserievarianten waren geplant, der Typ S 020 mit flacher Windschutzscheibe und der Typ SE 022. Die ursprünglich mit dem SE 020 geplante Teilnahme an der Markenweltmeisterschaft wurde abgesagt, während Ortner mit dem SE 022 die Europa-Bergmeisterschaft bestritt. Er gewann die Rennen in Dobratsch, am Rossfeld und in Cesana-Sestriere; auf dem Mont Ventoux und beim Trento Bondone wurde er Zweiter und in Ollon-Villars Dritter. Mit diesen Erfolgen wurde er zum zweiten Mal Europa-Bergmeister.
Nachdem Carlo Abarth am Ende der Saison Produktionsstätten und Namen an Fiat verkauft hatte, wurde der Abarth 3000 SP nicht mehr weiterentwickelt. Privatfahrer fuhren ihn gelegentlich noch sowohl bei Berg- als auch bei Rundstreckenrennen.

## Technische Daten
| Kenngrößen                | Abarth 3000 SP (1971)                       |            |
| ------------------------- | ------------------------------------------- | ---------- |
| Motor                     | V8-Zylinder-Viertakt-Mittelmotor            |            |
| Hubraum                   | 2968 cm³                                    |            |
| Bohrung × Hub             | 88 × 61 mm                                  | 88 × 61 mm |
| Leistung                  | 365 PS (268 kW) bei 8400/min                |            |
| Verdichtung               | 12 : 1                                      |            |
| Ventilsteuerung           | 2 obenliegende Nockenwellen je Zylinderbank |            |
| Gemischaufbereitung       | Lucas-Benzineinspritzung                    |            |
| Getriebe                  | 5-Gang, Mittelschaltung                     |            |
| Karosserie und Chassis    | GFK und Rohrrahmen                          |            |
| Spurweite vorn/hinten     | 1405/1470 mm                                |            |
| Radstand                  | 2100                                        |            |
| Reifengröße vorn/hinten   | 4.50/11.60 × 13 und 5.50/15.00 × 13         |            |
| Maße L × B × H            | 3500 × 1880 × 840 mm                        |            |
| Leergewicht (ohne Fahrer) | 615 kg                                      |            |